# Gainesville (Flórida)
Gainesville é uma cidade localizada no estado norte-americano da Flórida, no condado de Alachua, do qual é sede. Foi fundada em 1854 e incorporada em 14 de abril de 1869.

## Geografia
De acordo com o United States Census Bureau, a cidade tem uma área de 166,4 km², dos quais 163,3 km² estão cobertos por terra e 3,1 km² por água.

### Localidades na vizinhança
O diagrama seguinte representa as localidades num raio de 32 km ao redor de Gainesville.

## Demografia
Segundo o censo nacional de 2010, a sua população é de 124 354 habitantes e sua densidade populacional é de 747,4 hab/km². É a 13ª localidade mais populosa do estado, bem como a mais populosa e a mais densamente povoada do condado de Alachua. Possui 57 576 residências que resulta em uma densidade de 362,6 residências/km².

## Marcos históricos
A relação a seguir lista as 47 entradas do Registro Nacional de Lugares Históricos em Gainesville. O primeiro marco foi designado em 5 de dezembro de 1972 e o mais recente em 2 de abril de 2021.
- A. Quinn Jones House
- Anderson Hall
- Baird Hardware Company Warehouse
- Boulware Spring Waterworks
- Bryan Hall
- Buckman Hall
- Carlos and Marjorie Proctor Log House and Cottage
- Cox Family Log House
- Cox Furniture Store
- Cox Furniture Warehouse
- Dan Branch House
- Devil's Millhopper
- Distrito Histórico do Campus da Universidade da Flórida
- Dixie Hotel, Hotel Kelley
- Engineering Industries Building
- Epworth Hall
- Flint Hall
- Floyd Hall
- Hotel Thomas
- Kanapaha
- Lake Pithlachocco Canoe Site
- Liberty Hill Schoolhouse
- Library East
- Maj. James B. Bailey House
- Mary Phifer McKenzie House
- Masonic Temple
- Matheson House
- Mission San Francisco de Potano
- Newell Hall
- Northeast Gainesville Residential District
- Old Gainesville Depot
- Old Mount Carmel Baptist Church
- Old P.K. Yonge Laboratory School
- Peabody Hall
- Pleasant Street Historic District
- Rolfs Hall
- Shady Grove Primitive Baptist Church
- Southeast Gainesville Residential District
- Star Garage
- The Hub
- Thomas Hall
- U.S. Post Office
- University Evangelical Lutheran Church Complex
- Weil-Cassisi House
- Women's Gymnasium
- WRUF Radio Station, Old
- Yulee-Mallory-Reid Dormitory Complex

## Geminações
- Dohuk, Dahuk, Iraque[5]
- Jacmel, Sudeste, Haiti[6]
- Kfar Saba, Distrito Norte, Israel[7]
- Resóvia, Voivodia da Subcarpácia, Polónia[8]
- Novorossisk, Krai de Krasnodar, Rússia[9]
- Calquília, Província de Calquília, Palestina[7]

## Galeria de imagens

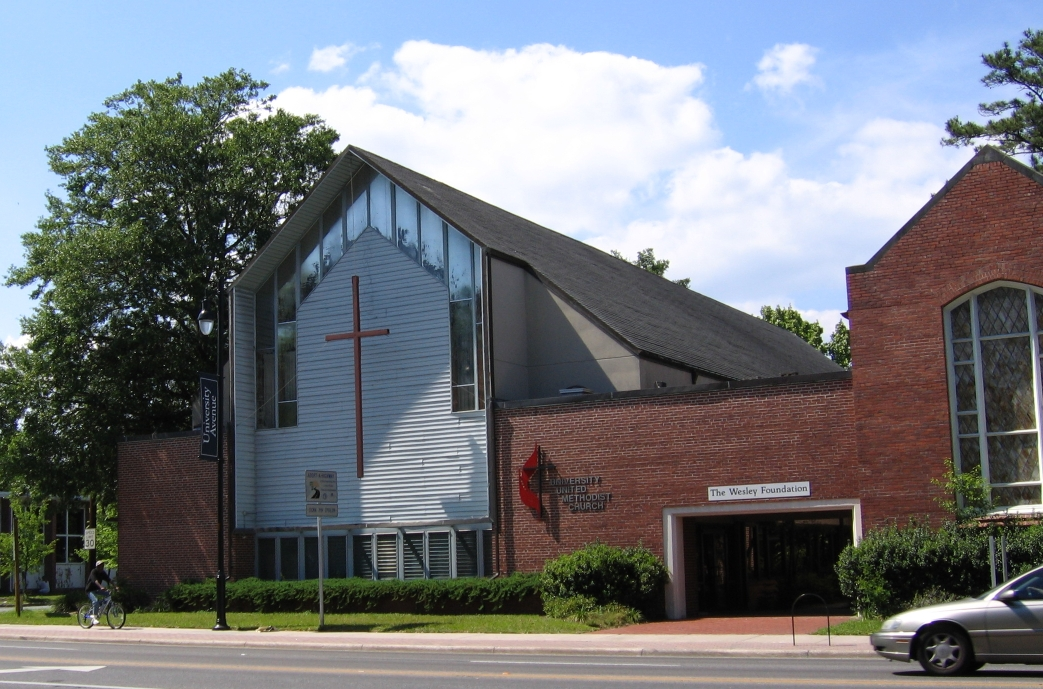
Igreja metodista em Gainesville.